# Górnik Konin
Klub Sportowy Górnik Konin – polski klub piłkarski z Konina, grający w sezonie 2024/25 w V lidze, gr. wielkopolskiej II. Największym sukcesem klubu jest udział w finale Pucharu Polski w 1998 roku.

## Historia
Futbol w Koninie rozwijał się już od początków XX wieku. Jednak dopiero po wojnie doszło do powstania pierwszych klubów piłkarskich w mieście.
W 1954 założono Koło Sportowe Górnik, które trzy lata później przekształciło się w klub sportowy Górnik Konin. Założycielem tego klubu był prezes młynów Zygmunt Szymczak. W tym okresie w klubie grali napastnik Zdzisław Szymczak, jego brat Bonifacy Szymczak (bramkarz), Pieczyński, Świniarski, Szmyt.
W 1958 koniński zespół awansował do III ligi. W 1960, zdobywając mistrzostwo okręgu po dodatkowym trzecim meczu rozegranym na stadionie Warty Poznań w Poznaniu z Dyskobolią Grodzisk Wielkopolski, brał udział w barażach o II ligę, ale awans nie został osiągnięty.
W 1967 klub zmienił nazwę na Zagłębie. W 1971 Zagłębie spadło do niższej klasy rozgrywkowej, by po roku powrócić do III ligi. Zmiana systemu rozgrywek w 1973 spowodowała przesunięcie konińskiej drużyny do klasy okręgowej. W 1976 Zagłębie wygrało Klasę Okręgową i otrzymało od PZPN szansę na awans do II ligi; przez błędy proceduralne konińskich działaczy i klub pozostał w klasie okręgowej. W 1979 Zagłębie awansowało do nowo powstałej konińsko-włocławskiej ligi międzyokręgowej, gdzie po rundzie jesiennej zajmowało pierwszą lokatę. 19 listopada 1979 przywrócono historyczną nazwę Górnik. Koniński klub wygrywając ligę, awansował do baraży o III ligę, w których ponownie przeciwnicy okazali się silniejsi. Pierwszy sezon w III lidze miał miejsce w 1981.
W 1992 Górnik osiągnął awans do II ligi, w której występował tylko jeden sezon. Po jednorocznym pobycie w III lidze klub powrócił do grona drugoligowców. W 1996 nowym sponsorem drużyny została konińska huta, od tej pory nazwa klubu brzmiała Aluminium. Sezon 1997/1998 był najlepszym sezonem w historii kończąc sezon na drugim miejscu w II lidze. W tym samym roku Aluminium doszedł do finału Pucharu Polski, w którym w kontrowersyjnych okolicznościach uległ Amice Wronki. Kolejny sezon Aluminium skończył na piątym miejscu.
Lata 1998-1999 oznaczyły się trudnościami finansowymi klubu w związku z rezygnacją ze sponsorowania przez Radę Nadzorczą Impexmetalu SA. Aluminium grał bardzo skutecznie i po rundzie jesiennej zajmował 1. miejsce. Pod koniec rundy zwolniono trenera Jerzego Kasalika. Na początku 1999 roku KS Aluminium Konin przekształcono w Sportową Spółkę Akcyjną Aluminium Konin, obejmującą tylko drugoligowy zespół piłkarzy, natomiast pozostałe drużyny - czwartoligowa, juniorzy i trampkarze - pozostały w KS Aluminium jako Stowarzyszenie Sportowe. Ostatecznie sezon Aluminium zakończyło na 5. miejscu. W kolejnym sezonie 1999/2000 pierwszy zespół, występujący w II rundzie, zmienił nazwę na Klub Piłkarski Konin Sportowa Spółka Akcyjna. Drugi zespół, trzecioligowy pozostał przy hucie Aluminium jako KS Aluminium Konin SSA. KP Konin po I rundzie zajmowało ostatnie miejsce. Przed rozpoczęciem drugiej rundy drużyna KP Konin SSA została przeniesiona do Bydgoszczy z zachowaniem do końca sezonu obecnej nazwy zespołu. Zdobywa w rundzie rewanżowej 8 punktów i spada do III ligi. KS Aluminium Konin spada z III ligi do IV.
W sezonie 2000/2001 Aluminium wystartowało jednak w IV lidze. W 2002 koniński zespół powrócił do II ligi. W 2004 ponownie zespół zajął ostatnią lokatę w lidze i pożegnał się z drugoligowymi boiskami. Sytuacja finansowa klubu nie pozwoliła na wystartowanie w rozgrywkach III ligi, w związku z czym pierwszy zespół został rozwiązany. Zespół rezerw stał się pierwszym zespołem i wystartował w rozgrywkach A-klasy. Po 25 zwycięstwach i jednej porażce zespół wywalczył awans do klasy okręgowej. W okręgówce Aluminium wygrał wszystkie spotkania i awansował do IV ligi. Latem 2006 ze sponsorowania wycofała się Huta Aluminium w Koninie. W sezonie 2006/2007 zespół wystartował w rozgrywkach IV ligi, grupy wielkopolskiej południowej, w której zajął szóste miejsce. W sezonie 2007/2008 drużyna Aluminium Konin po rundzie jesiennej plasowała się na pierwszym miejscu czwartoligowej tabeli. Nowym sponsorem została firma Avans. 19 maja 2008 władze klubu przywróciły historyczną nazwę – Górnik Konin.

### Nazwy klubu
- Górnik Konin (1957-1967)
- Zagłębie Konin (1967-1979)
- Górnik Konin (1979-1997)
- Aluminium Konin (1997-1999)
- KP Konin (1999)
- Aluminium Konin (2000-2008)
- Avans Aluminium Konin (marzec 2008 - 19 maja 2008)
- Avans Górnik Konin (od 19 maja 2008)
- Górnik Konin (od 7 lutego 2012)[1]

## Stadion
Klub rozgrywa swoje mecze na Stadionie im. Złotej Jedenastki Kazimierza Górskiego, mieszczącym się przy ul. Podwale 1 w Koninie. Dane techniczne stadionu:
- pojemność – 7871 miejsc
- wymiary – 105 m × 68 m[1]

## Sukcesy
- Finalista Pucharu Polski (1 raz):  1997/98
- 2. miejsce w II lidze: 1997/98
- 5. miejsce w II lidze: 2002/03
- siedem sezonów w II lidze[1]

## Obecny skład

### Piłkarze
| Nr | Poz. | Piłkarz                  |
| -- | ---- | ------------------------ |
| 1  | BR   | Kirill Vanyukov          |
| 2  | OB   | Jakub Grzybek            |
| 3  | OB   | Igor Wałęsa              |
| 4  | PO   | Kacper Karbowy           |
| 5  | PO   | Damian Nykiel            |
| 6  | PO   | Tomasz Słowiński         |
| 7  | PO   | Przemysław Jurków        |
| 8  | PO   | Adrian Pytlik            |
| 9  | PO   | Adrian Górecki (kapitan) |
| 10 | PO   | Mikołaj Karbowy          |
| 11 | PO   | Igor Ludwiczak           |
| 13 | OB   | Kacper Ficner            |
| 14 | NA   | Kacper Babacz            |

| Nr | Poz. | Piłkarz            |
| -- | ---- | ------------------ |
| 15 | PO   | Marcel Woszczyński |
| 16 | PO   | Kacper Szurgot     |
| 17 | OB   | Mateusz Jurków     |
| 18 | OB   | Dawid Raczyński    |
| 19 | PO   | Szymon Szczęsny    |
| 20 | NA   | Safian Skupiński   |
| 21 | NA   | Patryk Jezierski   |
| 22 | OB   | Marcel Bilski      |
| 23 | OB   | Jakub Pluciński    |
| 24 | PO   | Szymon Szofer      |
| 25 | OB   | Paweł Grzybowski   |
| 69 | BR   | Bartosz Kubacki    |

(stan na 20 sierpnia 2021)

### Sztab szkoleniowy
- Trener: Marcin Muzykiewicz
- Asystent trenera: Krzysztof Gadomski
- Kierownik drużyny: Dariusz Babacz
- Trener bramkarzy: Maciej Ziółkowski
- Fizjoterapeutka: Weronika Michalska

(stan na 20 sierpnia 2021)

## Historia występów w II lidze
| Sezon   | Poz. | M. | Pkt. | Mecze | Mecze | Mecze | Bramki | Bramki | Uwagi  |
| Sezon   | Poz. | M. | Pkt. | zw.   | rem.  | por.  | zdob.  | str.   | Uwagi  |
| ------- | ---- | -- | ---- | ----- | ----- | ----- | ------ | ------ | ------ |
| 1992/93 | 16.  | 34 | 29   | 8     | 13    | 13    | 31     | 40     | spadek |
| 1994/95 | 10.  | 34 | 32   | 8     | 16    | 10    | 26     | 42     |        |
| 1995/96 | 7.   | 34 | 48   | 13    | 9     | 12    | 40     | 42     |        |
| 1996/97 | 9.   | 34 | 49   | 12    | 13    | 9     | 31     | 27     |        |
| 1997/98 | 2.   | 32 | 60   | 17    | 9     | 6     | 53     | 21     |        |
| 1998/99 | 5.   | 26 | 39   | 11    | 6     | 9     | 37     | 31     |        |
| 1999/00 | 24.  | 46 | 26   | 5     | 11    | 30    | 26     | 78     | spadek |
| 2002/03 | 5.   | 34 | 48   | 14    | 6     | 14    | 41     | 39     |        |
| 2003/04 | 16.  | 30 | 16   | 3     | 7     | 20    | 15     | 50     | spadek |